# أبو قرن (طائر)
البُوقِير أو الخُتُوّ أو أبو قَرْن (الاسم العلمي: Bucerotidae) (بالإنجليزية: Hornbill)‏ هي فصيلة من الطيور تتواجد في المناطق الإستوائية وشبه الاستوائية في أفريقيا وآسيا وميلانيزيا. وهي تتميز بالمنقار الطويل المنحني لأسفل وغالبًا ما يكون لونه فاتحًا وفي بعض الأحيان يكون لديها قلنسوة على الفك العلوي. ويشير كلا الإسمين باللغة الإنجليزية والاسم العلمي للعائلة إلى شكل المنقار، حيث تعني الكلمة "buceros" «قرن البقرة» باللغة اليونانية. وبالإضافة إلى ذلك، فإنها تمتلك كلية ثنائية الفص.
وتعد طيور أبو قرن هي النوع الوحيد من الطيور التي يتم فيها دمج أول فقرات الرقبة (وهي المحور وأطلس) معًا، ويحتمل أن يوفر ذلك منصة أكثر استقرارًا من أجل حمل المنقار. وهذه العائلة تقتات على لحوم الحيوانات، حيث تعيش على الفواكه والحيوانات الصغيرة. وهي تتزوج مرة واحدة وتعشش في الفجوات الطبيعية داخل الأشجار وفي بعض الأحيان في المنحدرات. ومجموعة من أنواع أبو قرن مهددة بالانقراض، حيث إنها غالبًا ما تكون أنواعًا محدودة ذات نطاقات صغيرة.